# جثث الأخوان دي ويت (لوحة)
جثث الأخوان دي ويت (بالهولندية: De lijken van de gebroeders De Witt) هي لوحة زيتية بريشة رسام العصر الذهبي الهولندي يان دي باين رسمها 1672–1675. يصور العمل الأجساد المقتولة والمشوهة للأخوين يوهان وكورنيليس دي ويت معلقة رأسًا على عقب في لاهاي،  موجود الآن في متحف ريجكس في أمستردام.

## خلفية
سيطر الأخوان دي ويت، المعارضان لعائلة أوراني - ناساو، على السياسة الهولندية لعدة سنوات، لكنهما تركا البلاد غير مستعدة تماماً عندما تعرضت جمهورية هولندا لهجوم من قبل إنجلترا وفرنسا وأبرشيات مونستر وكولونيا بقيادة لويس الرابع عشر ملك فرنسا عام 1672، هذا المنحدر الخطير بالأضافة لصنع الأخوان دي ويت العديد من الأعداء، لأنهم لم يرغبوا في أن يصبح ويليام الثالث من أوراني صاحب العرش أدى إلى مقتلهما، في 20 أغسطس 1672 ،  كان عملاً عدوانيًا من قبل حشد محلي غاضب، من أنصار ويليام أوراني البالغ من العمر 22 عامًا والذي تم تعيينه للتو القائدًا الأعلى للجيش والبحرية من قبل المعارضين السياسيين ليوهان. كان يوهان قد وافق على استقالته القسرية، لكنه سُجن أيضًا في جيفانجنبورت وشقيقه كورنيليس، عند سماعه الأخبار، قرر الذهاب لمساعدته اخاه وتم إعدامه فور وصوله إلى السجن.
يتم توضيح خلفية أللوحة من خلال تسمية على الظهرة بحيث يقول النص:
هذه هي جثث يوهان وكورنيليس دي ويت التي رسمها رسام بارز من الحياة، حيث كانت لا تزال معلقة على الأرجوحة في الساعة الحادية عشرة مساءً. كورنيليس دي ويت هو الشخص الذي لا يمتلك شعر. يوهان دي ويت له شعره الخاص. هذه هي اللوحة الوحيدة التي تم رسمها من الحياة في 20 أغسطس 1672 وبالتالي فهي تستحق الكثير من المال.
|  |  |
|  |  |

## الوصف
تتطابق العديد من تفاصيل الحادثة في اللوحة مع روايات شهود العيان عن القتل والتشويه اللاحق. بحيث تم تجريد الإخوة من ثيابهم، وتم تعليقهم بالمقلوب من عمود خشبي (رفع يوهان أعلى مرتبة من أخيه كورنيليس لأنه شغل أقوى منصب في البلاد، ولم يضيع هذا التفصيل على يان دي باين أثناء تخطيطه للوحة.). تم رسم كل كدمة وشق وبتر في اللوحة بأدق التفاصيل. مزقت أجسادهم وأزيلت أحشاءهم، وقطعت أصابع الأيدي والأرجل وأزيلة اعضائهم التناسلية وقطعت الألسنة ومزقت الأنوف. كما تم تحييد الجثث. كان من المفترض أن يتم وضع القطة الميتة في المقدمة بين أرجل كورنيليس بحيث يُعتقد أن شخصًا قام بلف عنق قطة ضالة، وحشو بقاياها داخل الفتحة الفاصلة حيث كان قضيب كورنيليس. لكن هناك اختلافات تاريخي أيضًا. على سبيل المثال، أفاد هندريك فيرهويف (مؤرخ هولندي) في روايته لشاهد عيان بتاريخ 16 أكتوبر 1674 أنه تم قطع اليدين أيضًا.
نظرًا لأن يان دي باين كان بمثابة رسام بلاط الأخوين عندما كانا لا يزالان في السلطة، فقد كان بإمكانه إعادة تكوين صورتهما حتى في الموت. ومع ذلك، فإن إخلاص عمله يتجاوز الاهتمامات التشريحية. وفقًا للمؤرخين، سمح مثيرو الشغب للجزار المحلي «كريستوفل دي هاين» بفك أحشاء الجثث، موضحًا بأن الشق الكبير الذي شوهد على معدة يوهان في اللوحة. يختلف هذا النوع من التمزقات النظيفة والمنهجية عن تلك الموجودة في أجساد مشوهة أخرى مثل الدكتاتور الإيطالي بينيتو موسوليني، والتي تبدو كما لو أنها تعرضت لهجوم من قبل حيوان بري. كان يان دي باين على دراية بشكل جسمهم بقدر ما كان على دراية بمحتوى شخصيتهم. بالنظر إلى أن العديد من اللوحات السياسية التي رسمها لهم تعطي انطباعًا بالاحترام الحقيقي - لدرجة أن إحداها تم تدميرها أثناء أعمال الشغب «كورنيليس دي ويت، مع الغارة الهولندية على ميدواي في الخلفية»- فمن المحتمل أنه رسم هذه الصورة النهائية للأخوة بقصد إحياء ذكرى وفاتهم مع إدانة الظروف والأفعال الهمجية التي وقعت بحقهم. أحد العناصر التي تدعم هذه الفرضية هو حامل الشعلة في المقدمة. الشعلة مرفوعة عالياً ورأسه المتجه بعيدًا - اليد المرفوعة في محاولة لحماية نفسه من المشهد المروع، وهو يلقي لهيبه الضوء على فصل من التاريخ البشري بحيث يريد معظم الناس نسيان أنه حدث في المقام الأول.

## الفنان

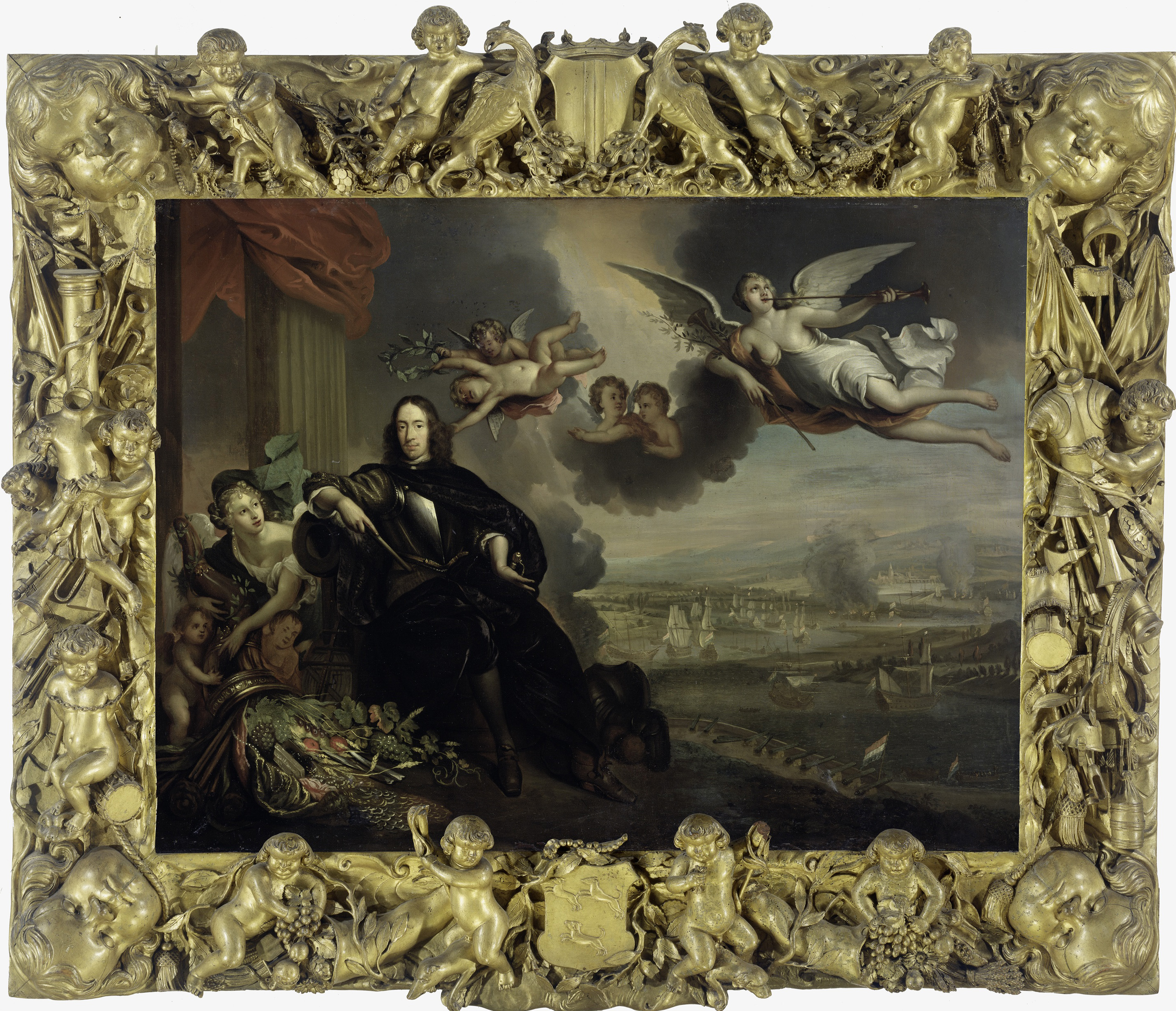
نموذج للوحة يان دي باين «كورنيليس دي ويت، مع الغارة الهولندية على ميدواي في الخلفية» في قاعة مدينة دوردريخت.

وهو رسام بورتريه بارز مقيم في لاهاي، رسم باين صورًا فردية لكلا الأخوين، ورسم لوحة لكورنيليس دي ويت، مع الغارة الهولندية على ميدواي في الخلفية، والتي كانت بتكليف من مجلس مدينة دوردريخت، لكون كورنيليس دي ويت قد أصبح رئيسًا للبلدية لأول مرة في عام 1650. وفي عام 1667 أشرف على الغارة على ميدواي، والتي تم الاحتفال بها باعتبارها انتصارًا عظيمًا والتي خطط لها شقيقه يوهان دي فيت. تم تدمير ألوحة الموجودة في قاعة المدينة في دوردريخت في نفس الوقت الذي قامت فيه الحشود الغاضب في لاهاي بإعدام الإخوة، تم شراء النموذج من قبل ألكسندر غوغل في عام 1806 ، وتبع ذلك شراء نسخ من صور يان دي باين للأخوة في عام 1808.
لم يدعي يان دي باين أبدًا أنه مؤلف هذا العمل والذي أصبح منذ ذلك الحين أشهر أعماله، ربما لأن القيام بذلك كان سيعني المخاطرة بحياته. بعد مقتل الأخوين، حوّل منافسهم وليام الثالث هولندا من جمهورية إلى ملكية. خلال ذلك الوقت، تمت إدانة «أللوحة» باعتبارها قطعة دعائية وتم إخفاؤها بعناية عن الأنظار. اليوم، تزين اللوحة صفحات كل كتاب تاريخ مدرسي ثانوي نُشر في هولندا، حيث اتخذت أجيال من الطلاب الهولنديين العمل الفني المروع على أنه تصوير صادق لموضوع أكثر ترويعًا على الرغم من وجود مصادر أخرى أكثر شهرة. 

## الملكية
تعتبر هذه اللوحة من أبرز مقتنيات التاريخ الوطني في متحف ريكز منذ أن اشتراها ألكسندر غوغل في عام 1882 بسعر مرتفع بلغ ما يقرب من 1000 جيلدر، وهي ما تزال معروضة حتى اليوم في نفس المتحف، على الرغم من عرضها في الغالب فقط في غرف بها مشاهد مماثلة مثل التشريح احتراما لـ التأثير الذي قد تحدثه على الزوار العرضيين. تم شراؤها من أجل متحف ريكز في لاهاي، خلافاً لنصيحة الرسام كورنيليس سيبيل روس، الذي شعر بضرورة تغطيتها بستارة. كان الموضوع نفسه مطبوعًا شهيرًا لرويلانت روجمان، وادعى روس أيضًا أنها نسخة مطبوعة من اللوحة الأصلية ليان دي باين وليس أصلية بواسطة فرانس فان ميريس كما أدعى البائع. تمت إعادة نسبها إلى ليان دي باين بعد وقت قصير من الشراء.

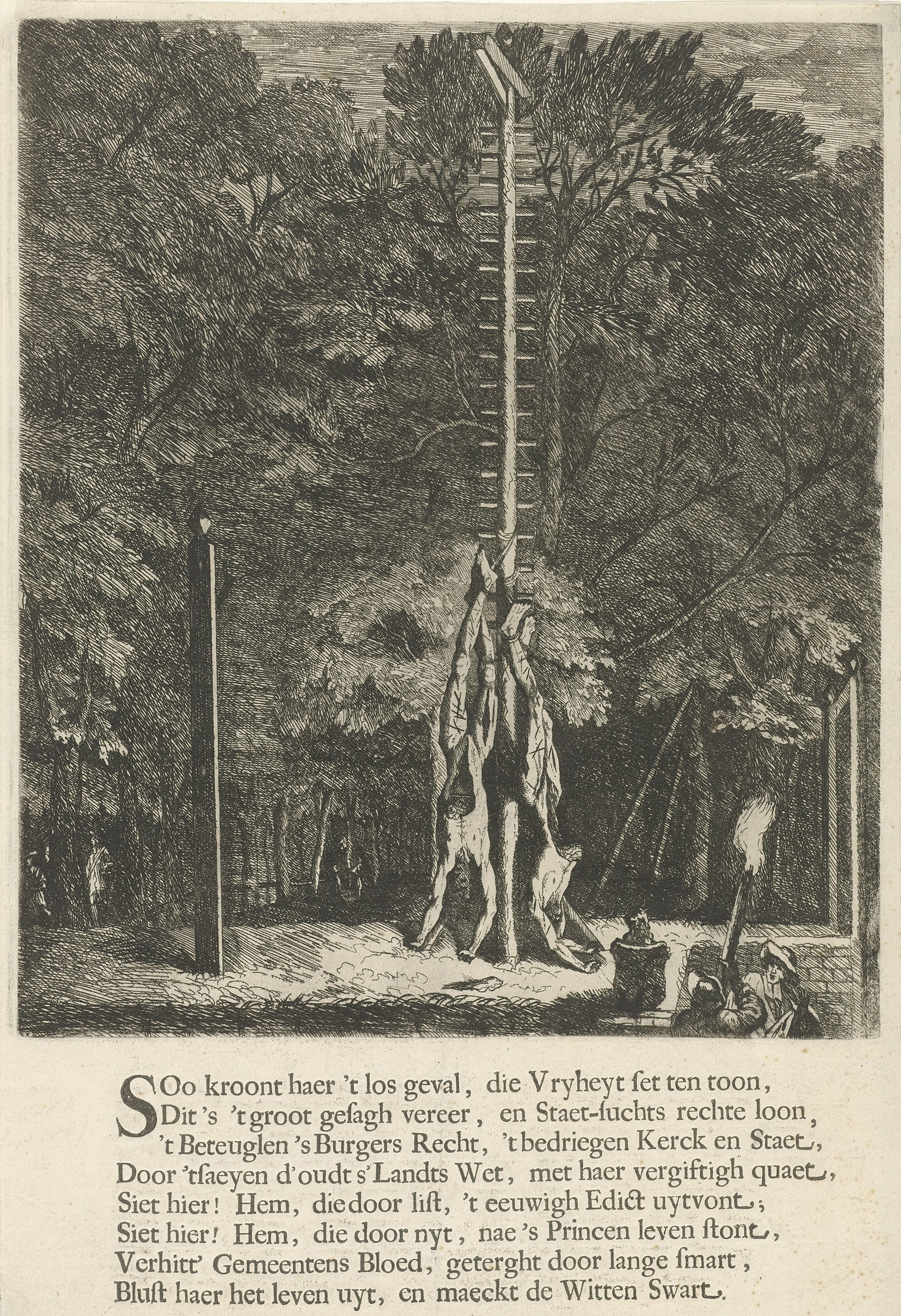
طباعة بواسطة رويلانت روجمان
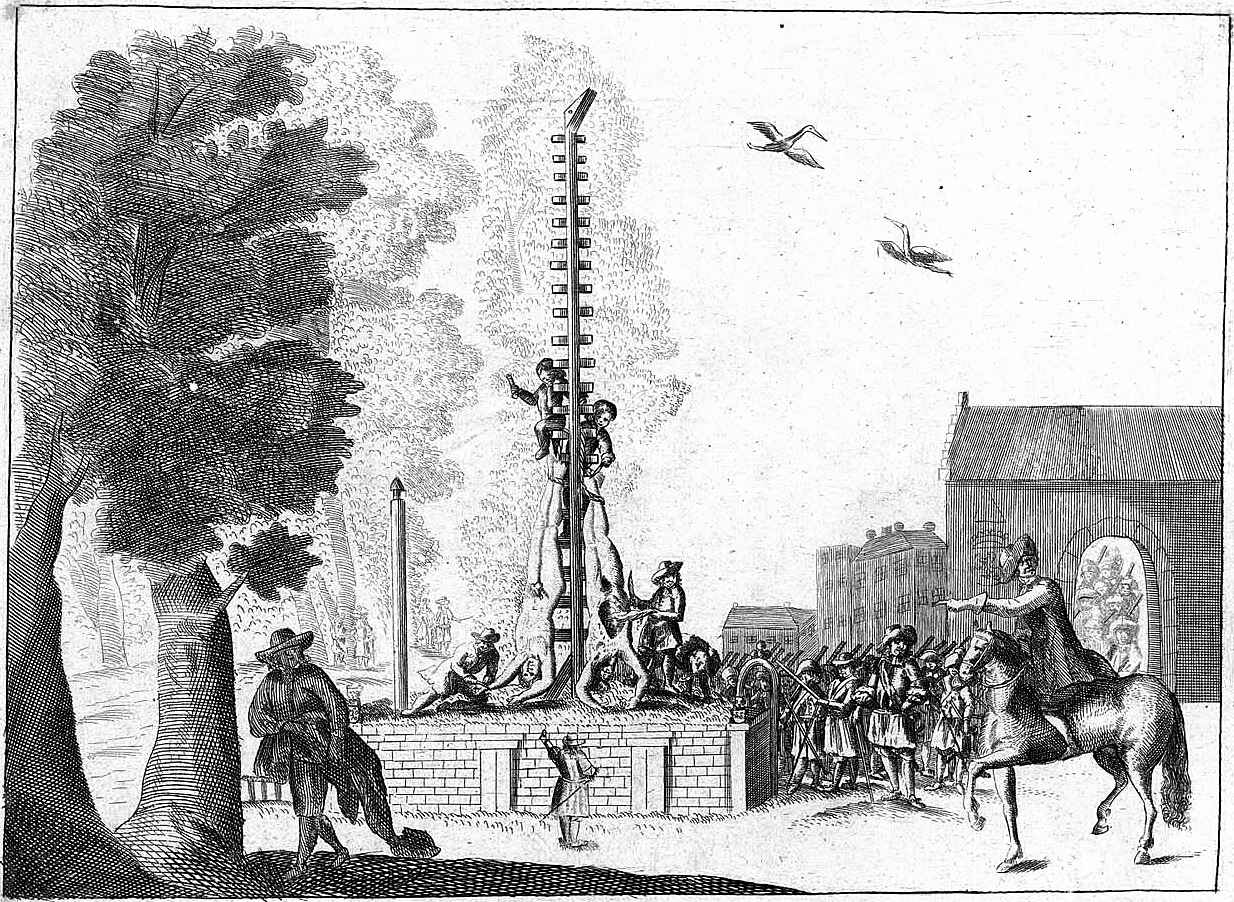
طباعة مجهولة المصدر
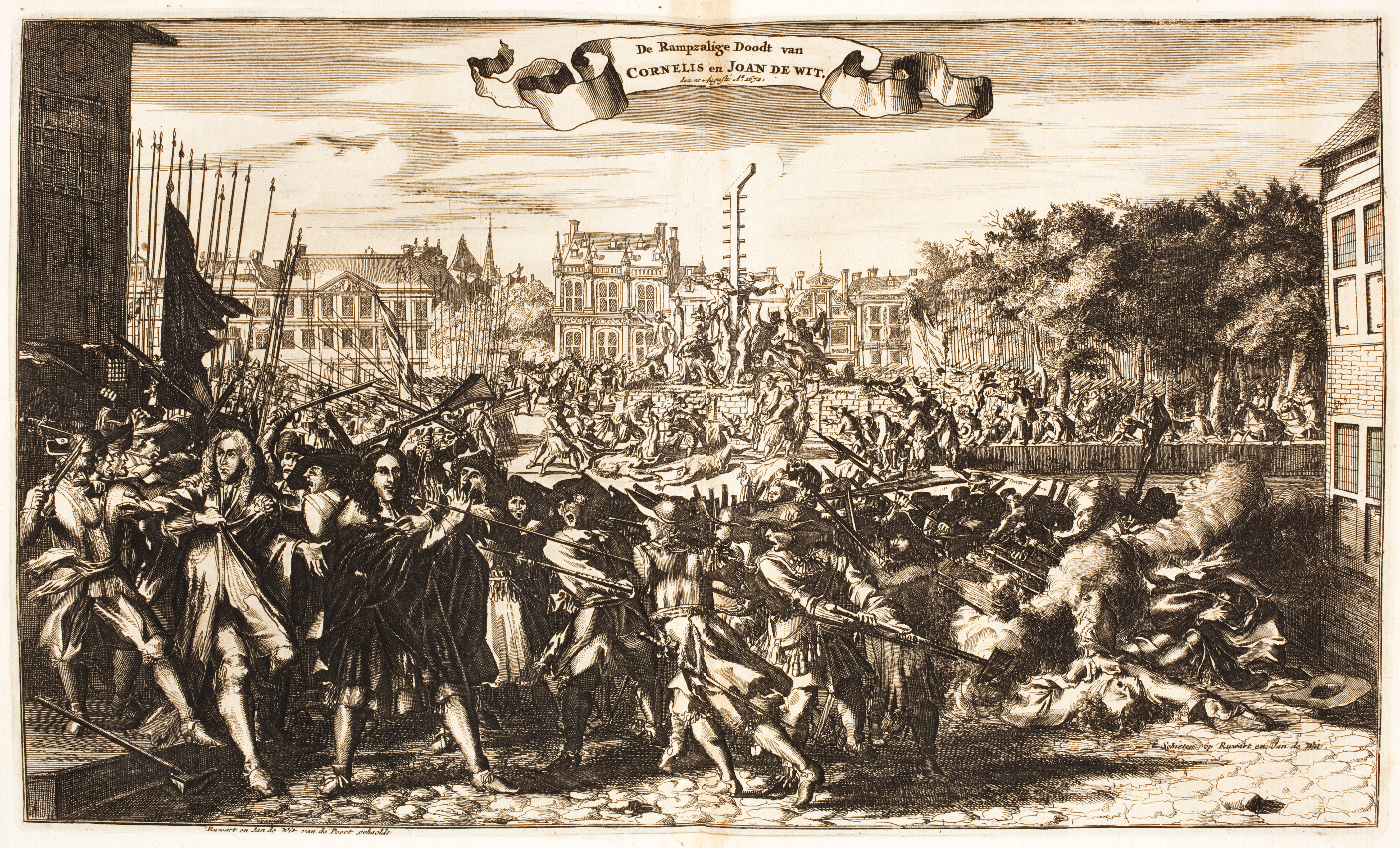
طباعة مجهولة المصدر

## في الثقافة الشعبية
ظهرت اللوحة في الموسم 2 الحلقة 4، من المسلسل الأمريكي قتل إيف، عندما نفذ بطل الرواية اغتيالًا كرر الموضوع نفسه في اللوحة، بعد أن شاهد أللوحة في وقت سابق.